# Gaviões da Fiel
Le Grêmio Recreativo Cultural e Escola de Samba Gaviões da Fiel Torcida ( GRCES Gaviões da Fiel Torcida ), ou tout simplement Gaviões da Fiel, est la plus grande organisation de supporters du Sport Club Corinthians Paulista et également une école de samba de la ville de São Paulo . Fondée en 1969, elle est située dans le quartier de Bom Retiro et compte plus de 140 000 membres. Il s'agit de la première base de supporters organisée au Brésil à disposer d'une structure administrative interne régie par des règles statutaires.

## Histoire
Gaviões da Fiel est créé en 1969, mais dès 1965 des réunions ont lieu entre les fans du Corinthians dans le but de créer une entité qui pourrait non seulement agir comme une base de fans organisée, mais également opérer dans le domaine politico-administratif des supporters de Corinthians.
Flávio La Selva est le premier membre de Gaviões da Fiel. Dès le début, les membres de l'association participent activement aux défilés des écoles de samba, d'abord en tant qu'un bloc de la Vai-Vai , une école qui partage également les mêmes couleurs que le Corinthians. Au début, le siège social se trouvait dans un garage de la zone Nord, puis est transféré à la Rua Santa Efigênia, en 1974, qui est le premier siège social de l'entité. En 1975, les supporters commencent à défiler lors du défilé officiel de bloc dans la ville de São Paulo, un défilé qu'ils remporteront douze fois en treize ans de compétition. En 1978, le local actuel est inauguré, à Bom Retiro.
En 1995, Gaviões da Fiel remporte le carnaval de São Paulo pour la première fois.

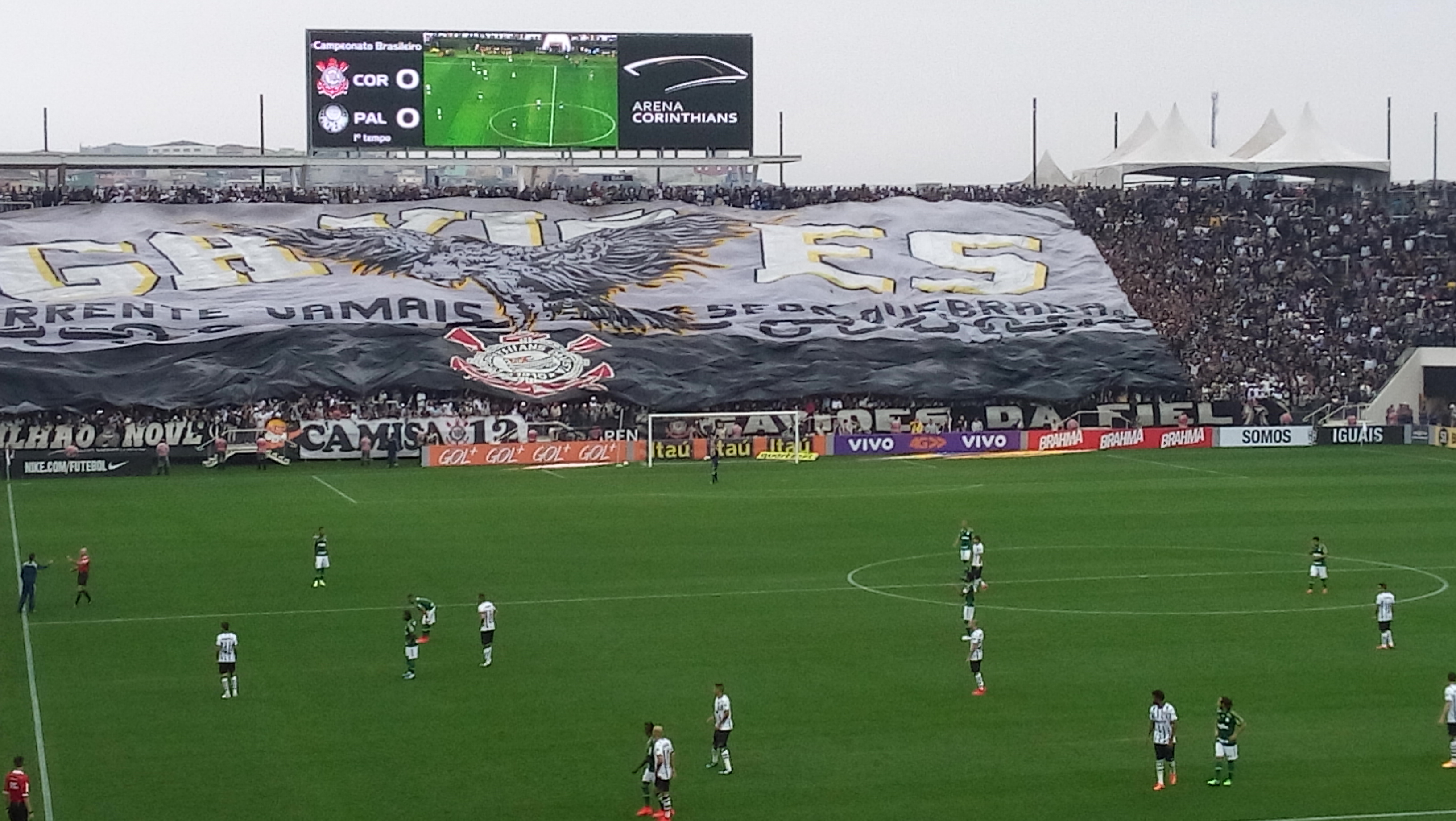
Drapeau de Gaviões da Fiel, lors du Derby Paulista organisé à l'Arena Corinthians.

En 1999, Gaviões da Fiel remporte à nouveau le Carnaval avec le thème " Le Prince caché ou la recherche de S. Sebastião sur l'île de São Luís do Maranhão ", terminant ex aequo avec Vai-Vai.